# M-flo tour 2001 "EXPO EXPO"
『m-flo tour 2001 "EXPO EXPO"』(エムフロウ・ツアー2001・エキスポ・エキスポ) は、日本の音楽グループであるm-floによるライブを収録したアルバム。
2001年6月2日にZepp Tokyoにて収録、同年発売された。シングル「come again」をはじめとした楽曲が演奏された。
「Yours only」でボーカルのLISA が感極まって泣き出したり、Verbalが「Dispatch」の歌詞を忘れるなどのハプニングがあった。「come again」の途中でVerbalが「もう一回最初から聴きたいか～！」といった掛け声で最初からやりなおしたりといったような仕掛けがあった。

## 収録曲
CDの収録番号順である。

### Disc1
- intro
- prism
- Ten Below Blazing
- Quantum Leap
- Dispatch
- The Bandwagon
- orbit-3
- Come Back To Me
- mindstate
- EXPO EXPO
- Planet Shining
- What It Is
- magenta rain
- Hands

### Disc2
- Yours only,
- L.O.T. (Love Or Truth)
- How You Like Me Now?
- The Rhyme Brokers
- been so long
- come again